# Lidija Nikolajevna Sejfullová
Lidija Nikolajevna Sejfullová, také Lidija Nikolajevna Sejfullina, rusky: Лидия Николаевна Сейфуллина (3. dubna 1889 Varlamovo, Čeljabinská oblast, Rusko — 25. dubna 1954 Moskva), byla ruská novinářka a spisovatelka.

## Život
Její otec N. E. Sejfullin, pravoslavný kněz tatarského původu, se v mládí pokoušel sám psát prózu a podařilo se mu vydat povídku „Z temnoty ke světlu“. Lidija Nikolajevna  začala psát ve věku 7 let; její první (nedokončený) román se jmenoval „Na úsvitu mládí“.
Vystudovala střední školu v Omsku. V 17 letech začala pracovat jako učitelka na základní škole v Orenburgu. V roce 1907 byl její otec jmenován knězem katedrály Proměnění Páně v Orsku a ona se k němu přestěhovala a začala pracovat jako učitelka na městské škole. V letech 1909 až 1911 vystupovala v divadelním souboru v Orenburgu, Taškentu, Vilniusu a Vladikavkazu. Měla na starosti knihovnu a mimoškolní činnost okresního zemstva. V roce 1917 se stala okresní zemskou radní v Orsku. Zároveň vstoupila do eserské strany, ale již v roce 1919 ze strany vystoupila. V letech 1919-1921 pracovala jako knihovnice v Čeljabinsku a psala pro dětské divadlo, které organizovala.
Své první povídky publikovala v roce 1917. V roce 1920 absolvovala Moskevské vyšší pedagogické kursy. Přestěhovala se do Novosibirsku a tam napsala krátký román „Čtyři kapitoly“, který vyšel v roce 1922 a který jí přinesl určitou pozornost. Pokračovala v psaní příběhů a románů zobrazujících střet mezi novým a starým řádem. Po dvacátých letech se začala více věnovat žurnalistice a vzdělávání. Nejvíce se proslavila svou povídkou „Virineia“, o venkovské ženě, která se poté, co začala věřit v sovětské ideály, začala rozčilovat kvůli omezením, která na ni uvalila tradiční patriarchální společnost; na motivy této povídky bylo napsáno libreto pro operu Sergeje Slonimského, dokončenou v roce 1967.
Byla provdána za literárního kritika a novináře Valeriana Pavlovič Pravduchina, který se podílel na dramatizaci povídky „Virineia“. Tato divadelní hra pak byla v sovětských divadlech populární. Byl popraven v roce 1939 během Velké čistky; některé zdroje tvrdí, že jako manželka „nepřítele lidu“ byla zatčena a poslána do gulagu a že byla propuštěna až po smrti Josifa Vissarionoviče Stalina. Jiné zdroje uvádějí, že zůstala volná a žila v Moskvě a pomáhala válečnému úsilí. Po smrti jejíhio manžela její literární kariéra skončila.

## Dílo (česká vydání)
- SEJFULLINA, Lidija Nikolajevna. Provinilci. Překlad V. Koenig. Praha: J. Lukavský, 1927. 68 s.
- SEJFULLINA, Lidija Nikolajevna.  Přestupníci. Ilustrace Václav FIALA, překlad Václav CHÁB. V Praze: Vydavatelství Volné Myšlenky československé, 1927. 67 s.
- SEJFULLINA, Lidija Nikolajevna.  Kain-Kabak: povídka. Překlad Václav CHÁB. Praha: Pokrok, 1929. 130 s. Horizont, sv. 12.
- SEJFULLINA, Lidija Nikolajevna.  Viriněja. 1. vyd. Praha: Svět sovětů, 1960. 156 s.
- SEJFULLINA, Lidija Nikolajevna.  Březová rokle. Ilustrace Jiří ŠINDLER, překlad Jan ZÁBRANA. 1. souborné vydání. Praha: Lidové nakladatelství, 1977. 339 stran, 8 nečíslovaných listů obrazových příloh. Trojka, svazek 25.